# Азанівський провулок
Аза́нівський (Аза́новський) прову́лок — зниклий провулок, що існував у Подільському районі міста Києва, місцевість Куренівка. Пролягав від Кирилівської вулиці до кінця забудови. 

## Історія
Виник на межі XIX і ХХ століть під такою ж назвою. Назва походить від прізвища домовласника Олександра Азанова, власника садиби № 100 по Кирилівській вулиці, що згадується в довіднику «Весь Киев». 
На карті міста 1935 року підписаний як Азанівська вулиця, на карті 1943 року — як Нова вулиця. У довідковій літературі подекуди вказаний як Азановський.
Поглинутий промзоною в середині 1970-х років.